# 孤山镇 (靖江市)
孤山镇，是中华人民共和国江苏省泰州市靖江市下辖的一个乡镇级行政单位。

## 行政区划
孤山镇下辖以下地区：
园山社区、乐庄社区、通太村、新庄村、联东村、土桥村、山东村、联华村、勇进村、孤山村、新联村、石桥村、勤丰村、广陵村、乐稼村和李王村。